# Tryb warunkowy w języku francuskim
Tryb warunkowy w języku francuskim – zasady tworzenia, budowa i zastosowanie trybu warunkowego i okresów warunkowych w języku francuskim. 

## Tworzenie form trybu warunkowego
Tryb warunkowy w języku francuskim może występować w czasie teraźniejszym i czasie przeszłym.

### Czas teraźniejszy
Tworzenie conditionnel présent:

Conditionnel présent tworzy się przez dodanie do formy czasu przyszłego (bez końcówki -ent) końcówki typowej dla czasu imparfait. Odmiana czasownika étudier (studiować):
| Osoba    | Singulier (liczba pojedyncza) | Pluriel (liczba mnoga) |
| -------- | ----------------------------- | ---------------------- |
| 1. osoba | j'étudierais                  | nous étudierions       |
| 2. osoba | tu étudierais                 | vous étudieriez        |
| 3. osoba | il/elle/on étudierait         | ils/elles étudieraient |

Istnieje grupa czasowników tworzących tryb warunkowy w sposób nieregularny:
- acquérir → j'acquérrais
- courir → je courrais
- cueillir → je cueillerais
- devoir → je devrais
- envoyer → j'enverrais
- faire → je ferais
- mourir → je mourrais
- pouvoir → je pourrais
- recevoir → je recevrais
- savoir → je saurais
- tenir → je tiendrais
- venir → je viendrais
- voir → je verrais
- vouloir → je voudrais

### Czas przeszły
Tworzenie conditionnel passé:

Conditionnel passé tworzy się przez czasowniki posiłkowe avoir lub être wyrażone w conditionnel présent oraz czasownik właściwy w formie participe passé.
Jeżeli po plus-que-parfait mówiący chce dodać wtrącenie (co często jest używane), czasownik ten będzie miał formę imparfait.

## Użycie trybu warunkowego w zdaniu pojedynczym
Tryb warunkowy stosowany samodzielnie może oznaczać: 
- życzenie, pragnienie: [2] Ils aimeraient avoir un deuxieme enfant → Oni chcieliby mieć drugie dziecko
- hipotezę lub informację niepotwierdzoną: Il y aurait une trentaine de morts dans cet accident → W tym wypadku było około 30 ofiar śmiertelnych.
- Fakt wyobrażony bądź nierzeczywisty: Il rêve d`habiter à Londres. Son apartement se trouverait près de Buckingham Palace → On marzy, aby mieszkać w Londynie. Jego mieszkanie znajdowałoby się nieopodal Buckingham Palace.
- prośbę wyrażoną w sposób grzeczny: Pourriez-vous me rendre un service, s`il vous plaît ? →  Czy mógłbym łaskawie prosić o małą przysługę?
- Zdziwienie: Muriel se marierait. Zut alors ! → Muriel wychodzi za mąż. No nieźle!

### Pierwszy tryb warunkowy
Mówi o zdarzeniach możliwych do zrealizowania w teraźniejszości lub bliskiej przyszłości.

| Spónik | Zdanie podrzędne warunkowe            | Zdanie nadrzędne                         |
| ------ | ------------------------------------- | ---------------------------------------- |
| Si     | podmiot A + czas teraźniejszy présent | podmiot B + czas przyszły futur simple   |
| S'     | il ne fait pas son devoir             | il devra le faire pour le lundi prochain |

Przykład:
- Si j'ai le temps ce soir, je viendrai te voir. – Jeśli będę miał czas dziś wieczorem, przyjdę cię odwiedzić.
- Lub odwrotnie: Je viendrai te voir, si j'ai le temps. – Przyjdę cię odwiedzić, jeśli będę miał czas dziś wieczorem.

### Drugi tryb warunkowy
Wyraża czynności możliwe do wykonania w dalszej przyszłości. Użycie trybu, w przeciwieństwie do niektórych innych języków, nie zależy od możliwości zaistnienia warunku, występuje zarówno gdy warunek jest możliwy do spełnienia, jak i irracjonalny.
| Spónik | Zdanie podrzędne warunkowe          | Zdanie nadrzędne                 |
| ------ | ----------------------------------- | -------------------------------- |
| Si     | podmiot A + czas przeszły imparfait | podmiot B + conditionnel présent |
| Si     | je réussissais au bac               | j'étudierais à l'université.     |

Przykład użycia drugiego trybu warunkowego:
- Si je réussissais au bac, j'étudierais à l'université. – Jeżeli zdam maturę, będę studiował na uniwersytecie.
- Lub odwrotnie: J'étudierais à l'université, si je réussissais au bac. – Będę studiował na uniwersytecie, jeżeli zdam maturę.

Tryb warunkowy służy również do wyrażenia czynności przyszłej z punktu widzenia przeszłości: Je pensais que te ne viendrais plus → Myślałem, że już nie przyjdziesz.

### Trzeci tryb warunkowy
Opisuje czynności niemożliwe do zrealizowania, ponieważ wydarzyły się w przeszłości. W tym trybie si tłumaczy się jako gdyby.
| Spónik | Zdanie podrzędne warunkowe                   | Zdanie nadrzędne               |
| ------ | -------------------------------------------- | ------------------------------ |
| Si     | podmiot A + czas zaprzeszły plus-que-parfait | podmiot B + conditionnel passé |
| Si     | tu avais moins bu hier                       | tu n'aurais pas mal à la tête  |

Przykład zdania w trzecim trybie warunkowym:
- Si j'avais su qu'il faisait de la pluie, j'aurais pris mon parapluie. – Gdybym wiedział, że będzie padał deszcz, wziąłbym moją parasolkę.
- Lub odwrotnie: J'aurais pris mon parapluie, si j'avais su qu'il faisait de la pluie. – Wziąłbym moją parasolkę, gdybym wiedział, że będzie padał deszcz.